# Чарльз, Джош
Джо́шуа Аа́рон (Джош) Чарльз (англ. Joshua Aaron "Josh" Charles, род. 15 сентября 1971) — американский актер театра, кино и телевидения. Он наиболее известен по ролям в телесериалах «Ночь спорта» и «Хорошая жена».

## Биография
Чарльз родился в Балтиморе, штат Мериленд в семье Алана Чарльза (рекламного исполнителя) и Лоры (обозревателя последних новостей в газете Baltimore Sun). Чарльз начал карьеру актера в качестве участника ситкома в девятилетнем возрасте. Будучи подростком, он обучался в течение нескольких летних каникул в центре Искусств в Нью-Йорке под названием Stagedoor Manor.

## Карьера
Кинодебютом Чарльза стало участие в фильме режиссёра Джона Уотерса «Лак для волос» (Hairspray) в 1988 году. На следующий год он снялся вместе с Робином Уильямсом и Итаном Хоуком в оскароносном фильме «Общество мертвых поэтов» (Dead Poets Society). Позднее в фильмах «Не говори маме, что няня умерла» (1991) — Don’t Tell Mom the Babysitter’s Dead, «Пересекая мост» (1992) — Crossing The Bridge, «Трое» (1994) — Threesome, «Журавль в небе» (1996) — Pie in the Sky, «Маппет-шоу из космоса» (1999) — Muppets from Space, «Спецназ города ангелов» (2003) — S.W.A.T, «Кровь за кровь» (2005) — Four Brothers, «Жизнь за гранью» (2009) — After.Life и «Короткие интервью с подонками» (2009) — Brief Interviews with Hideous Men.
На телевидении Чарльз принимал участие в ситкоме Аарона Соркина «Ночь спорта» (Sports Night), который стал призёром Эмми и длился два года (1998—2000) на канале ABC, и принес Чарльзу звание члена Гильдии киноактеров. В 2008 году Чарльз исполнил роль Джейка в 1 сезоне сериала «Лечение» (In Treatment). В 2009 году он возвращается на телевидение и принимает участие в сериале «Хорошая жена», где звёздами стали Джулиана Маргулис и Крис Нот.
В 1986 году он возглавлял постановку Джонатана Марка Шермана «Конфронтация». В 2004 году он появился на сцене в спектакле Нила Лабьюта (Neil LaBute) «Расстояние отсюда» (The Distance From Here), который получил премию за лучший актерский ансамбль. В январе 2006 года он появился в премьере спектакля Ричарда Гринберга «Хорошо оборудованные номера» (The Well-Appointed Room) для компании Steppenwolf Theatre в Чикаго, и вслед за этим преступил к работе в Американской театральной консерватории в Сан-Франциско, изображая клонированных братьев в спектакле Кэрил Черчилль «Количество» (A Number). В 2007 году он появляется в спектакле Адама Блокса «Портье» в Manhattan Theatre Club.

## Личная жизнь
Чарльз болеет за Балтиморскую бейсбольную команду Baltimore Orioles и американскую футбольную Baltimore Ravens.
6 сентября 2013 года Чарльз женился на актрисе Софи Флек. 9 декабря 2014 года у супругов родился сын, а в августе 2018 года — дочь.